# Балго
Балго (фр. Balgau) насеље је и општина у источној Француској у региону Алзас, у департману Горња Рајна која припада префектури Колмар.
По подацима из 2011. године у општини је живело 934 становника, а густина насељености је износила 98,42 становника/km². Општина се простире на површини од 9,49 km². Налази се на средњој надморској висини од 205 метара (максималној 212 m, а минималној 198 m).

## Демографија
| 1962. | 1968. | 1975. | 1982. | 1990. | 1999. | 2011. |
| ----- | ----- | ----- | ----- | ----- | ----- | ----- |
| 408   | 421   | 486   | 543   | 629   | 708   | 934   |

График промене броја становника у току последњих година